# Superhome
El superhome o sobrehumà (en alemany: der Übermensch) és una noció polisèmica sobretot present en literatura i en filosofia, que representa de manera general la idea de superioritat que un tipus d'home (idealitzat) hauria adquirit vers la resta del gènere humà. En filosofia, el Superhome és principalment associat al filòsof alemany Friedrich Nietzsche. Richard Roos l'ha definit així :
El Superhome de Nietzsche té una naturalesa similar a la divina. És superior als homes i més per sobre d'aquests que aquests sobre del mico. No ha de preocupar-se dels homes, ni governar-los: la seva única tasca és la transfiguració de l'existència.

## Etimologia i traducció de l'alemany
La paraula, originalment en alemany, és forjat des del prefix über-, «súper-», « a- » i el nom Mensch, «humà».
El plantejament de Friedrich Nietzsche pretén tant la confrontació com el desbordament de les categories del seu temps que van servir per definir la nostra condició humana. Aquest plantejament té lloc en un impuls orgànic, poètic i alegre, fins i tot dionisíac. Nietzsche ataca aquestes categories que considerava limitants si no alienants.

## Primeres definicions
L'encunyació més antiga de la paraula superhome es coneix com "hyperanthropos" i es va explicitar al segle I aC. per en Dionís d'Halicarnas. Llucià va emprar el terme al segle ii, tot i que per burlar-se dels grans senyors del món, que serien retallats a la seva mida natural al regne dels morts. En alemany, el superhome va aparèixer per primera vegada en una carta d'Hermann Rab, governador de Saxònia, l'any 1527, on implica quelcom semblant a un jurament per a luterans.

## El superhome romàntic
La noció de sobrehumà no va ser inventada per Nietzsche, sinó que és anterior, del segle xvii. Es pot trobar a l'obra del Herder, però especialment a partir de la literatura romàntica. Els autors d'aquest moviment literari designaven un ideal impossible que iluminava els límits de l'existència humana: Lord Byron (Manfred), o Giacomo Leopardi (Zibaldone) l'evoquen amb desesperació o ironia. En Dostoievski també aborda el tema del superhome a Crim i Càstig. El superhome no té una superioritat legal als altres homes sinó més aviat una superioritat moral: "Només he insinuat que l'home 'extraordinari' té el dret, no el dret legal, és clar, sinó el dret moral a deixar obviar a la seva consciència... certs obstacles i això només en cas que l'assoliment de la seva idea ho exigeixi...". Per tant, el superhome no ha de donar comptes dels seus actes a qualsevol llei humana, la seva interioritat s'imposa fins i tot com una llei única i com el regulador de la seva voluntat. L'amic de Raskolnikov, Razoumikhine, ha entès el caràcter odiós d'aquesta filosofia: «Em sembla que aquesta és la idea principal del teu article: l'autorització moral de matar, i em sembla més terrible del que seria una autorització oficial i legal», s'indigna. Raskolnikov pot ser considerat com un personatge proto-nietzscheà, atès que considera que és legítim alliberar-se del bé i del mal quan la vida que es vol portar ho requereix.

## El Superhome de Nietzsche

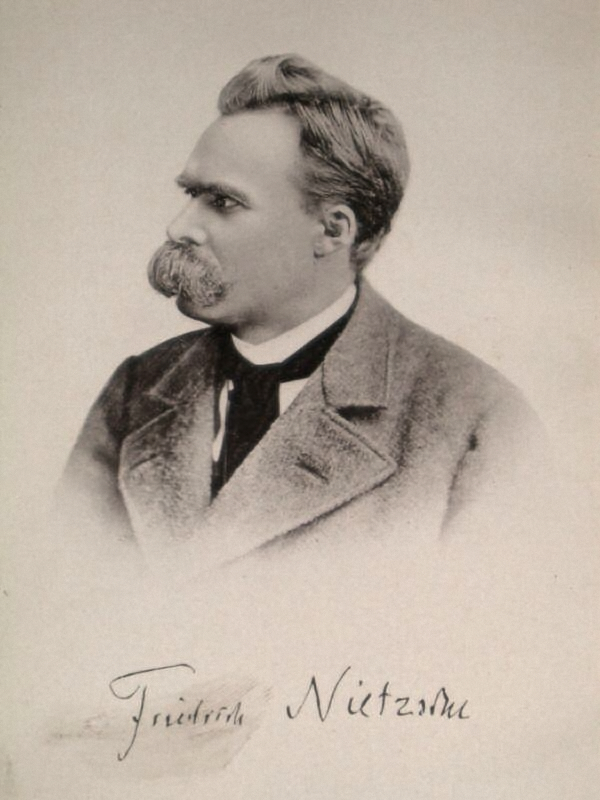
El filòsof Friedrich Nietzsche

A la filosofia d'en Nietzsche, la noció de Superhome és lliga dues altres nocions: la Voluntat de potència i l'Etern Retorn. El Sobrehumà és, per hipòtesi, l'encarnació de la màxima voluntat de poder humà, el compliment de la vida que troba la seva afirmació en el pensament de l'Etern Retorn. Aquesta idea d'un compliment de la Voluntat humana de poder, pel Nietzsche, un intent de superar (überwinden) el nihilisme i donar un sentit a la història sense objectiu de la humanitat.

### Gènesi progressiva del Superhome
Si en Nietzsche trobà probablement la noció de superhome en Byron, Goethe i Dostoievski, la utilització que ell en fa no és la mateixa que la romanticista. El seu concepte només li pertany a ell. Al conjunt del desenvolupament del pensament de Nietzsche, el Superhome, o més aviat la qualitat designada per l'adjectiu sobrehumà, s'entén com una noció que aglutina reflexions que en un primer moment van poder ser presentades de manera dispersa (en particular la crítica). de la moral, la saviesa tràgica, la moral de les maneres, la cultura i l'art). Altrament també cal assenyalar la influència de la lectura de l'assaig Der Einzige und sein Eigentum (L'únic i la seva propietat), publicat pel Max Stirner el 1844.
La cristal·lització del pensament troba la gènesi al període que va d'Humà a sobrehumà i la noció apareix llavors nominalment a l'obra Així parlà Zaratustra, adquirint una forma filosòfica diferent, atès que ara es tracta d'anunciar una nova realitat humana orientada a través d'un procés de transcendència les formes de la qual Nietzsche havia descrit anteriorment són una part important de la història de la humanitat.

### Característiques del Superhome: afirmació i totalitat
En restablir més enllà de les aspiracions metafísico-morals de la humanitat la relació natural de l'home amb el món, és a dir, la immanència de la seva Voluntat de poder, en Nietzsche planteja diverses qualitats que, plenament realitzades, poden servir per caracteritzar el Superhome.

Una de les idees que es defensa amb més força és que els valors tradicionals representats pel cristianisme sotmeten les persones més febles vers una «moralitat esclava» i un «esperit gregari», que no provoquen més que un estat de resignació i conformisme vers tot el que passa al voltant. Per a en Nietzsche, aquests valors han de desaparèixer perquè puguin aparèixer de nous que representin el prototip d'home ideal, al qual va anomenar Übermensch. Per això combat la moral imposada per les religions i impulsa una moral que sorgeixi des del fons de les persones.
Mireu, us ensenyo el superhome!
El superhome és el sentit de la terra. Digueu la vostra voluntat: sigui el superhome el sentit de la terra! Jo us conjuro, germans meus, romaneu fidels a la terra i no cregueu als qui us parlen d'esperances sobreterrenals! Són enverinadors, ho sàpiguen o no. Són menyspreadors de la vida, són moribunds i estan, ells també, enverinats, la terra està cansada d'ells: tant de bo desapareguin!
—Així va parlar Zaratustra, Friedrich Nietzsche
Aquest Übermensch no creu en les coses que prometen les religions després de la mort, només en allò real i que pot veure. És un ésser que, sobretot, raona; encara que això no vol dir que no senti. El Superhome es deixa dur per les seves passions i els seus sentiments però, alhora, es domina a si mateix; no cerca només el plaer, aquesta seria la diferència amb «l'últim home», l'últim esglaó cap al Übermensch. Nietzsche contradiu en això totalment a Plató i a Sòcrates, que consideraven necessari el control de les passions. De fet, en Nietzsche assenyala Sòcrates com el culpable de la moral de ramat de la societat occidental.

Aquestes idees s'exposen al llibre Així va parlar Zaratustra, en què exhorta la societat a orientar els seus esforços per superar la línia evolutiva espiritual que hi ha entre l'animal i el superhome. El rebuig del superhome a la moral de ramat el va exposar als llibres Ecce homo i L'Anticrist.
L'home és una corda estesa entre l'animal i el superhome —una corda estesa sobre un abisme. Un perillós caminar, un perillós mirar enrere, un perillós estremir-se i aturar el pas.

## Albert Schweitzer
Albert Schweitzer va emprar el concepte de superhome a la dècada de 1920 per criticar l'hybris humà, especialment quan s'utilitzava tecnologies a gran escala:
“El poder sobre les forces de la natura és un assoliment de la cultura que ha arribat a ser entrenat. L'home civilitzat que l'ha adquirit el pot utilitzar. Però el fet que el neoprimitiu de la cultura rebutgi l'espiritual i conservi el material creat per l'espiritual i, per tant, vulgui disposar del poder sobrehumà adquirit pels civilitzats en una mentalitat primitiva, com si això fos evident, és una cosa indignant. . […] És com confiar el timó d'un transatlàntic a algú que governa un rai, a algú que governa el seu rai equipat amb una vela petita.”
En el seu discurs del Premi Nobel de 1954 va tornar a utilitzar el terme de la mateixa manera:
“Però el superhome pateix una imperfecció espiritual fatal. No té la raonabilitat sobrehumana que hauria de correspondre a posseir un poder sobrehumà. […] El que realment hauria de venir a la nostra consciència i hauria d'haver vingut molt abans és que nosaltres, com a sobrehumans, ens hem tornat inhumans.”

## Nacionalsocialisme: Superhome i Subhome
La idea del superhome en la interpretació nazi va adquirir un sentit biològic, gràcies a Houston Stewart Chamberlain i la seva obra Die Grundlagen des neunzehnten Jahrhunderts (1912). L'obra de Chamberlain descriu la història universal de la civilització utilitzant termes darwinistes i naturalistes com la raça, incloent la raça "pura" i la "mixta", i finalment la "raça pura" antropomòrfica de crani estret (Dolichocefal) i crani ample (Brachycefal). La disposició conceptual naturalista i biologitzant se solapa amb la categoria del superhome extreta de la historiografia romàntica i la filosofia neoromàntica d'en Nietzsche. Un tret característic és l'afirmació sobre el dret del superhome, que es troba en la "minoria" numèrica, d'oposar-se a la superioritat numèrica dels "subhumans / infrahomes".
El vessant biològic i immoral de la concepció del superhome de Nietzsche va donar al nacionalsocialisme l'oportunitat d'equiparar els seus ensenyaments amb la "ideologia del poble" segons el model nacionalsocialista. El rebuig de Nietzsche al nacionalisme va ser ignorat pels nazis. La germana d'en Nietzche, Elisabeth Förster-Nietze, sota la influència del seu marit Bernhard Förster, un antisemita radical, va causar una part important de la interpretació nacionalsocialista, en contraposició amb Nietzsche. Tanmateix, l'antònim Untermensch emprat pels nacionalsocialistes no es troba a les obres d'en Nietzsche.

## «Home superior» i superhome: dues nocions germanes però diferents
La noció d'home superior és diferent de la de supehome. El superhome vol estar per sobre de la humanitat, i si avui s'admet que Nietzsche va ser malinterpretat pels nazis, la idea que saber ignorar els propis sentiments humans fa possible arribar a ser un superhome pot portar a les pitjors atrocitats.
Segons en Hervé Jamet, la jerarquia entre els éssers humans ha existit sempre. Sota l'Antic Règim, la superioritat era atribuïda al rei, a la noblesa, i a l'aristocràcia. La igualtat republicana designa la igualtat davant la llei, però la jerarquia subsisteix per la selecció a l'escola, a l'exèrcit i al treball. Això ja no és una selecció pel naixement, si no per la intel·ligència i les qualitats físiques. Tots els homes no neixen iguals, la malaltia, la robustesa poden penalitzar alguns. L'Émile Zola admetia una desigualtat entre els homes i desenvolupava una mena de «racisme» compadint a Les Rougon-Macquart. Era l'atavisme alcohòlic de Jacques Lantier a la Bèstia humana qui pagava pels seus avantpassats.
L'expressió «Home superior» esdevé banal sota la ploma del Balzac, hom troba una desena de vegada l'expressió a la Comèdia humana. L'Stendhal s'adreça a l'elit sobretot a la Cartoixa de Parma, Passejos a Roma i acaba les seves novel·les per «to the Happy Few». I aquesta expressió l'empraria en Shakespeare «We few, we happy few, we band of brothers» (Enric V, IV, 3). Finalment, es troba sis vegades l'expressió «Home superior» a El Roig i el Negre i una vegada a la Cartoixa de Parma de Stendhal.